# Hake (diakritiskt tecken)
En hake, háček (tjeckiska för 'liten krok', diminutiv av hák) eller caron, med utseendet ˇ, är ett diakritiskt tecken som används huvudsakligen i de baltiska språken och i de slaviska språk som skrivs med latinskt alfabet. Även i finska, estniska, karelska och samiska språk används vissa bokstäver med hake. Tecknet ser ut som ett brevis men har en skarp spets likt ett uppochnervänt cirkumflex medan brevis är rund. I tryckta texter och i kombination med några bokstäver kan det istället ta formen av ett litet kommatecken. Det är dock mer ovanligt i handskrivna texter.
Vanligtvis markerar hake ett palatalt, iotafierat eller postalveolart språkljud.

## Ursprung
Haken hade till början formen av en punkt och introducerades (tillsammans med akut accent) i tjeckisk ortografi år 1412 av Jan Hus. Den ursprungliga formen existerar fortfarande i polskans ż.

## Användning
I tjeckiska används bokstäverna č, ď, ě, ň, ř, š, ť och ž; i slovakiska används č, ď, ǆ, ľ, ň, š, ť och ž. Av dessa är č [tʃ], ǆ [dʒ], š [ʃ] och ž [ʒ] postalveolarer och ď [ɟ], ň [ɲ], ľ [ʎ] och ť [c] palataler. Bokstaven ě markerar palatalisering av föregående konsonant och ř representerar ett ljud som är unikt för tjeckiskan, en upphöjd alveolar tremulant (som är delvis frikativ).
Frikativorna č, š och ž används i flera finsk-samiska språk, exempelvis estniska, finska, karelska samt flera samiska språk. I estniska och finska används de endast till transkribering av främmande namn och lånord (till exempel šekki 'check'). Skoltsamiska använder ytterligare tre hake-försedda bokstäver: ǯ [dʒ], ǧ [ɟ] och ǩ [c].
Hake används ofta tillsammans med konsonanter vid transkribering av språk som använder andra skriftsystem än det latinska, i synnerhet de slaviska. Filologer föredrar ofta att, i likhet med finsk ortografi, tillämpa principen ett språkljud, en bokstav.
Det kan också användas för att markera en förändring av uttalet hos en vokal. Ett av de främsta exemplen är kinesiska skriven med pinyin där haken representerar en fallande–stigande ordton. Vid transkribering av thailändska markerar den en stigande ton.
Lakota använder č, š och ž samt ǧ [ʁ] (tonande uvular frikativa) och ȟ [χ] (tonlös uvular frikativa).

## Moderna tangentbord
Hake är vanligt förekommande i flera väst- och sydslaviska språk som använder latinska bokstäver. Dessutom förekommer det i finsk-ugriska språk. På datortangentbord anpassade för andra språk finns det i regel inte lätt tillgängligt. Flera lösningar finns dock, beroende på operativsystem eller program.
Haken finns med i standarden för finländsk mångspråkig tangentbordsuppsättning (skapad 2008), som är avsedd att vare lämplig som standardlayout i Finland och Sverige.
Under Mac OS kan man nå hake genom att först byta inmatningsspråk (de tillgängliga språken syns i Systeminställningar > Språk) till exempelvis "finska utökad". Då fungerar alt+r som ett accenttecken. Efter att man tryckt på alt+r, trycker man på lämplig bokstav som haken ska placeras över.
I både Mac OS X och Microsoft Word kan man nå tecknet genom att använda systemets teckenvisare (nås under inmatningsflaggan uppe till höger i menybalken) respektive välja Inmatning/Insert → Symbol → Symboler. Välja där "(normal text)". I OpenOffice Writer, väljer man Inmatning/Insert → Specialtecken.
Flera bokstäver med hake ingår i Unicode. Unicode-tecknet för "kombinerande" hake, det vill säga hake som läggs ovanför intilliggande tecken, är U+030C.